# Новоанновский сельский совет
Новоанновский сельский совет (укр. Новоганнівська сільська рада) — административно-территориальная единица в Краснодонском районе Луганской области Украины.
Административный центр сельского совета находится в 
с. Новоанновка.

## Населённые пункты совета
- с. Андреевка
- с. Красное
- с. Новоанновка

## Адрес сельсовета
94470, Луганська обл., Краснодонський р-н, с. Новоганнівка, вул. Радянська, 34; тел. 99-3-36 (укр.)